# 我らは勝利した
『我らは勝利した』（われらはしょうりした　英：We have won）は朝鮮民主主義人民共和国の楽曲、プロパガンダソング。朝鮮民主主義人民共和国の楽団である、血の海歌劇団が歌っているものである。                                                                                                                                                            
内容としては、「祖国（北朝鮮）の解放のため、勝利すると信じ続け、我らの領土を死守し敵を打ち破って我らは勝利した、首領様の意志を仰いで、これからも建設のために明日へ進もう」といったもの。
この歌の中に金日成、金正日、金正恩の名前は出てこないが、「英明なる首領様」という単語は登場する。